# ガガーリン (小惑星)
ガガーリン (1772 Gagarin) は小惑星帯に位置する小惑星。ソビエト連邦の女性天文学者、リュドミーラ・チェルヌイフがクリミア天体物理天文台で発見した。
人類として初めて宇宙飛行を成し遂げた、ソ連の宇宙飛行士ユーリイ・ガガーリンに因んで命名された。